# Ralph Fiennes
Ralph Nathaniel Twisleton-Wykeham-Fiennes (/ˈreɪf ˈfaɪnz/; n. 22 decembrie 1962) este un actor englez. Un cunoscut interpret al pieselor lui Shakespeare, s-a remarcat inițial ca actor al Royal Shakespeare Company.
Pentru rolul lui Amon Goeth din Lista lui Schindler (1993), Fiennes a câștigat Premiul BAFTA pentru cel mai bun actor într-un rol secundar, fiind nominalizat și la Premiul Oscar pentru cel mai bun actor în rol secundar și Premiul Globul de Aur pentru cel mai bun actor în rol secundar. Pentru rolul Contelui Almásy din Pacientul englez (1996) a obținut a doua nominalizare la Oscar, la categoria „Cel mai bun actor”, precum și la BAFTA și Globurile de Aur. A mai jucat în seria Harry Potter, în rolul lordului Cap-de-Mort, și în seria James Bond, în rolul lui M.

## Legături externe
- Ralph Fiennes la Internet Movie Database
- en Ralph Fiennes la Internet Broadway Database